# Övraby Kirke
Øvraby Kirke (svensk Övraby kyrka) er en romansk kirke i det sydlige Skåne. Kirken blev opført i 1100-tallet. Den er en af de ældste kirker i Norden. I apsis findes kalkmalerier fra 1100-tallet. I 1400-tallet kom tårnet til.